# Carin Strömberg

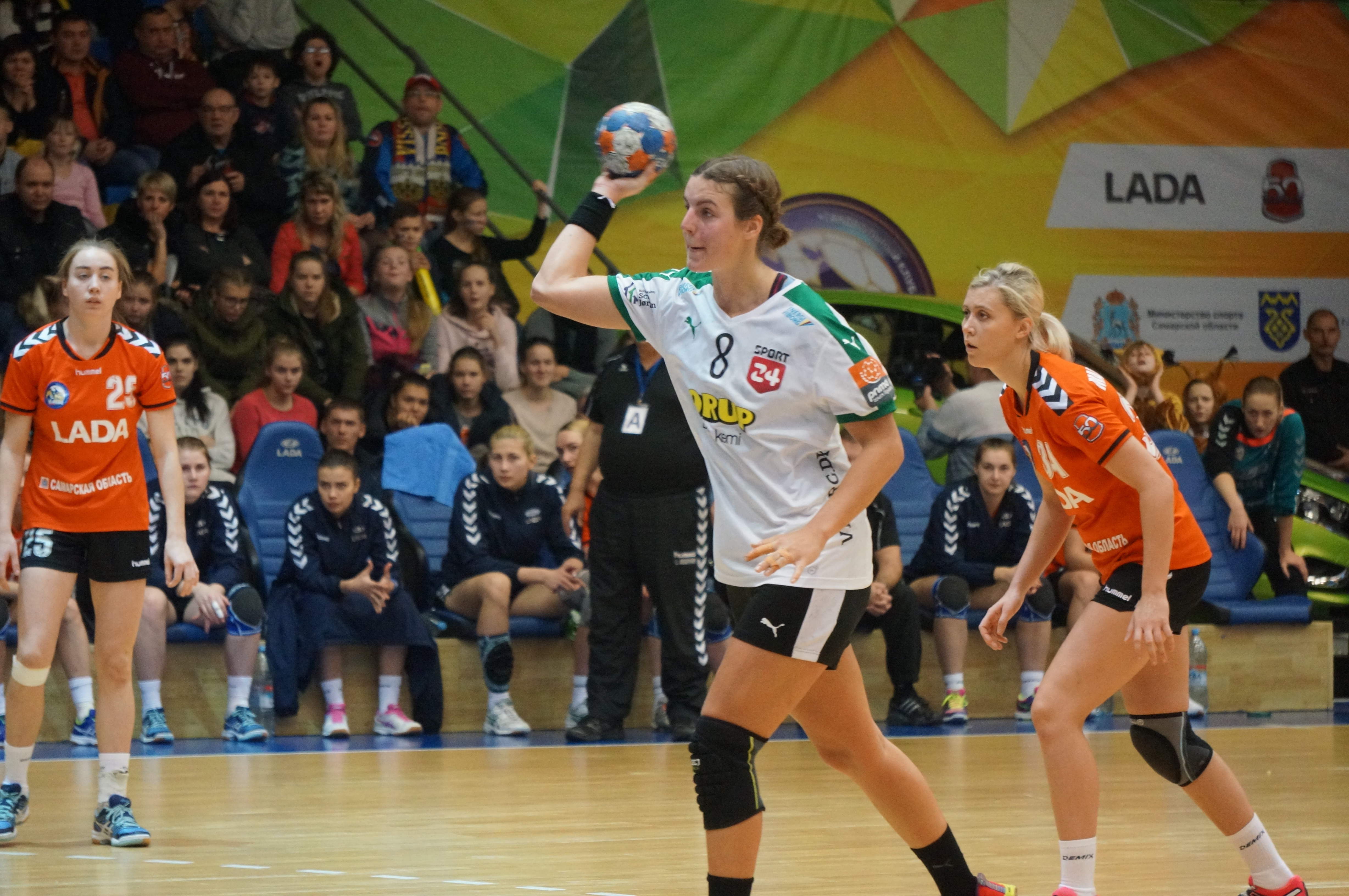
Carin Strömberg i Viborg HK, 2016.

Carin Ingrid Mimmi Strömberg, född 10 juli 1993 i Nacka, är en svensk handbollsspelare (mittnia).

## Klubblagskarriär
Strömberg började spela handboll för Skuru IK i unga år. Efter 17 år i klubben blev hon 2016 proffs i danska klubben Viborgs HK. Hon spelade kvar i Viborg i fem år men bytte 2021 klubb till franska Nantes Atlantique. Hon förlängde med klubben två år till 2023. 2024 gick Nantes i konkurs och Strömberg blev klubblös mitt i OS-tureneringen men hon fick senare kontrakt med norska toppklubben Vipers Kristiansand.

## Landslagskarriär
Carin Strömberg blev utsedd till turneringens mest värdefulla spelare när Sverige vann U18-VM 2010. Hon var även med då Sverige vann U20-VM 2012.
Strömberg A-landslagsdebuterade 2013 i en match mot Tyskland. 2019 blev hon lagkapten i landslaget då Sabina Jacobsen hade slutat i landslaget. Hon blev inte uttagen till VM 2023, men blev inkallad efter skada i truppen. Hon har spelat 13 mästerskap, alla sedan 2015.